# Schlacht von Cadzand
Die Schlacht von Cadzand im Jahr 1337 war eine kleine Schlacht im Hundertjährigen Krieg. Bei dieser Schlacht überfielen die Engländer die kleine flämische Insel Cadzand in der Absicht, eine Reaktion der ortsansässigen Garnison zu provozieren. Durch den einfachen Sieg hoffte Edward III., die Moral in England und die seiner Verbündeten auf dem europäischen Festland zu heben.

## Hintergrund
Aufgrund von Verzögerungen bei der Aufstellung der Truppen in England war es Edward III. nicht gelungen, eine ausreichend große Armee für eine Invasion von Frankreich aufzustellen. Das eigentlich bereits für den Sommer geplante Zusammentreffen seiner Truppen mit denen seiner Verbündeten in den Niederlanden und dem Heiligen Römischen Reich verzögerte sich mehrfach. Lediglich eine kleine Truppe von 1450 Soldaten unter dem Kommando von Walter Mauny auf 85 Schiffen mit etwa 2200 Seeleuten, vornehmlich beladen mit Wolle für den Export um die dringend benötigten Gelder für den Aufbau der Armee zu erlangen, war bereits auf dem Weg nach Holland. Edward benötigte dringend eine Demonstration seiner Absichten gegenüber Frankreich und der Schlagfähigkeit seiner Truppen. So befahl er de Mauny, mit seinen Truppen einen Überfall auf die Insel von Cadzand durchzuführen. Cadzand, heute durch Landgewinnung Teil des niederländischen Festlandes, gehörte zu dieser Zeit zu Flandern, einer teilautonomen Region Frankreichs.

## Die Schlacht

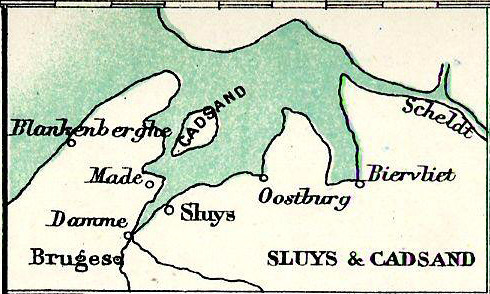
Karte der Region um 1337, laut Johnston's Historical Atlas of Modern Europe

Cadzand war eine sumpfige Insel mit einigen kleinen Fischerdörfern. Die Insel besaß keine strategische Bedeutung und auch keine Reichtümer, die einen Angriff oder die Plünderung gerechtfertigt hätten. Der einzige Grund für den Angriff bestand darin, dass es nahe dem wohlhabenden flämischen Hafen von Sluis lag und so als Köder für die Garnison dieser Stadt verwendet werden konnte. Dem Führer der englischen Truppen Walter de Mauny war dies bewusst. Nach einem gescheiterten Angriff auf Sluis am 9. November, zog er seine 3.650 Mann zurück und landete auf Cadzand. Seine Truppen wüteten mehrere Tage lang auf der isolierten Insel.
Die Garnison von Sluis unter dem Kommando von Guy dem Bastard, einem unehelichen Sohn von Ludwig I. von Flandern, reagierte dann auch bald auf die Gewalttaten auf Cadzand. So setzte Guy einige Tage später mit seinen Männern von Sluis auf die Insel über, um die Truppen de Maunys zu stellen. Da der englische Kommandeur darauf vorbereitet war, formierte er seine Männer an einer vorteilhaften Verteidigungsposition auf der Insel. Nach einer kurzen, für beide Seiten sehr verlustreichen Schlacht wurde die flämische Garnison vernichtend geschlagen. Nur eine Handvoll der flämischen Truppen überlebte und konnte sich über das Meer zurückziehen. Unter den Gefangenen war auch Guy der Bastard von Flandern, der wenig später von Edward III. für 8000 £ freigelöst wurde und ab 1340 seinen Anspruch auf den französischen Thron unterstützte.

## Folgen
Militärisch hatte die Schlacht nur geringe Auswirkungen, zumal die Engländer die Insel kurz nach dem Sieg wieder verließen. Philipp VI. war bestürzt von den Ereignissen auf Cadzand und verfiel bald der festen Überzeugung, dass diese Niederlage nur durch Verrat unter den flämischen Verbündeten zu erklären war. Er reagierte mit einer Welle von Anklagen und Hinrichtungen gegen flämische Untertanen wegen Hochverrats. Dieser zuvor eher selten geäußerte Vorwurf sollte von da ab während seiner gesamten Herrschaftszeit noch häufig erhoben werden.
Edward III. spendete zehn Jahre nach dem Überfall auf Cadzand, als seine Beziehungen zu den Flamen freundschaftlicher und enger waren, eine Kapelle als Zeichen des Gedenkens an die Gräueltaten.

## Sonstiges
In der französischen Nationalbibliothek befindet sich eine 85 × 90 mm große Miniatur mit einer Darstellung der Schlacht, (BNF, FR 2643). Die Miniatur befindet sich dabei auf fol. 42v der Chroniques des Franzosen Jean Froissart. Die Miniatur entstand ein Jahrhundert nach den Ereignissen und stellt somit keine historisch korrekte Abbildung der Ereignisse dar.